# Bernd Rützel

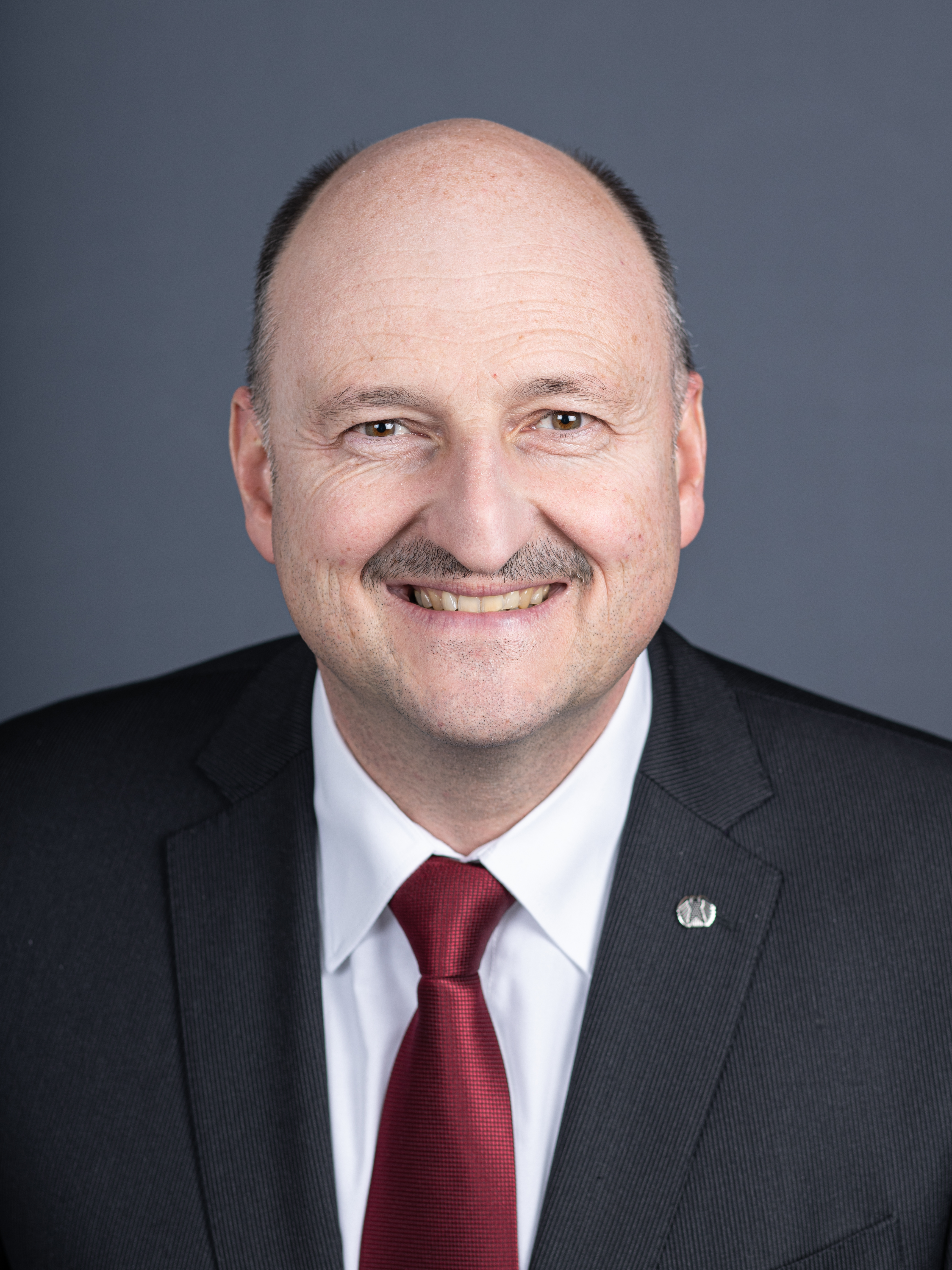
Bernd Rützel (2020)

Bernd Ferdinand Rützel (* 2. Oktober 1968 in Gemünden am Main) ist ein deutscher Politiker (SPD) und seit 2013 Mitglied des Deutschen Bundestages.

## Leben
Nach der Hauptschule absolvierte Rützel von 1983 bis 1987 eine Berufsausbildung als Maschinenschlosser bei der Deutschen Bundesbahn und anschließend eine Ausbildung zum Werkmeister im mittleren technischen Beamtendienst. Er war als Jugend- und Auszubildendenvertreter und Betriebsrat freigestellt. An der Fachhochschule Karlsruhe schloss er 1998 ein Studium der Fachrichtung Maschinenbau und Elektrotechnik ab. Er schaffte damit den Aufstieg in den gehobenen technischen Beamtendienst und bekleidete verschiedene technische Leitungsfunktionen bei der Deutschen Bahn. Rützel ist Technischer Oberamtsrat mit Rückkehrrecht bei der Deutschen Bahn AG.
Von 1990 bis 1998 gehörte er dem Pfarrgemeinderat Rieneck/Schaippach an. Von 1983 bis 1996 engagierte er sich in der gewerkschaftlichen Jugendarbeit bei der Eisenbahn- und Verkehrsgewerkschaft im DGB, 1993 bis 1996 als Vorsitzender der Arbeitsgemeinschaft für Arbeit, von 1994 bis 1996 als stellvertretender Betriebsratsvorsitzender von DB Cargo, von 2011 bis 2020 Vorsitzender des Fördervereins Hallenbad Gemünden am Main e. V. und seit 2017 Vorsitzender des Fördervereins des Friedrich-List-Gymnasiums Gemünden. Von 2018 bis 2023 war er stellvertretender Vorsitzender der Caritas-Sozialstation St. Franziskus in Gemünden.

## Politik

### Mitgliedschaft in der SPD
Der SPD trat er 1992 bei. Seit 2004 ist Rützel Mitglied im Kreisvorstand der SPD Main-Spessart. Er gehört seit 2008 dem Stadtrat in Gemünden am Main sowie seit 2014 dem Kreistag Main-Spessart an.
Seit 2010 ist er Vorsitzender des SPD-Unterbezirks Main-Spessart/Miltenberg, seit 2014 Vorsitzender des SPD-Bezirksverbands Unterfranken.

### Deutscher Bundestag
Bei der Bundestagswahl 2013 kandidierte er im Bundestagswahlkreis Main-Spessart und zog über die Landesliste in den 18. Deutschen Bundestag ein.
Bei der Bundestagswahl 2017 wurde er wieder über die Landesliste in den Deutschen Bundestag gewählt. Im 19. Deutschen Bundestag war er ordentliches Mitglied im Ausschuss für Arbeit und Soziales und im Ausschuss für Tourismus und stellvertretendes Mitglied im Ausschuss für Verkehr und digitale Infrastruktur. Im Ausschuss für Wirtschaft und Energie war er ebenfalls stellvertretendes Mitglied. Er hat den Vorsitz der Deutsch-Kanadischen Parlamentariergruppe.
Bei der Bundestagswahl 2021 wurde er erneut über die Landesliste in den Deutschen Bundestag gewählt. Er war im 20. Deutschen Bundestag Vorsitzender des Ausschusses für Arbeit und Soziales.
Zur Bundestagswahl 2025 am 23. Februar trat Rützel im Bundestagswahlkreis Main-Spessart sowie auf Listenplatz 9 der Landesliste der BayernSPD an. Er unterlag beim Direktmandat mit 15,7 Prozent auf Platz 3 gegen Alexander Hoffmann. Über die Landesliste Bayern zog er in den 21. Deutschen Bundestag ein. Im 21. Deutschen Bundestag ist Rützel erneut Mitglied im Ausschuss für Arbeit und Soziales sowie stellvertretend im Verkehrsausschuss.

## Privates
Bernd Rützel ist römisch-katholischer Konfession, verheiratet und hat zwei Kinder.